# Mössbauereffect
Het Mössbauereffect is het verschijnsel dat een atoomkern die is ingebouwd in een kristalrooster gammastraling kan uitzenden of opnemen zonder dat met terugstootenergieverliezen rekening moet worden gehouden. Het Mössbauereffect is vernoemd naar de Rudolf Mössbauer, een Duits natuurkundige die in 1958 het Mössbauereffect ontdekte.

## Principe
Wanneer een vrije atoomkern vervalt naar een toestand van lagere energie (E komt vrij) onder uitzending van een gammakwantum, dan zal dit gammakwantum niet alle energie die binnen de overgang ter beschikking staat kunnen krijgen. Dit komt doordat de atoomkern zelf, volgens het principe van het behoud van impulsmoment, terugstootenergie zal opnemen in de vorm van kinetische energie. Daarom zal, om geabsorbeerd te kunnen worden door een atoomkern, een gammakwantum extra energie moeten bezitten om de terugstootenergie te compenseren. Er is dus geen overlap tussen de energieën van emissie en absorptie, zodat vrije atoomkernen geen resonantie zullen vertonen.
Is de atoomkern ingeplant in een kristalrooster, dan kan hij, zoals uit de kwantummechanica volgt, energie overdragen aan (of opnemen uit) het kristalrooster, door uitwisseling van vibratiequanta (fononen). Wanneer de terugstootenergie klein is ten opzichte van het laagste vibratiekwantum van het systeem, dan is de waarschijnlijkheid groot dat de gamma-uitstraling plaatsvindt zonder verandering in de vibratietoestand van het systeem. Deze waarschijnlijkheid wordt de terugstoot-vrije fractie, of f-fractie genoemd.

## Het experiment van Mössbauer
Mössbauer gebruikte in zijn oorspronkelijke experiment 191Ir bij een temperatuur van 88 K. Door de bron van de gammastraling ten opzichte van de absorber te bewegen met een snelheid van 1 mm/s, bleek ten gevolge van de dopplerverschuiving (ΔE = E v/c) de overlapping tussen emissie- en absorptie-energieën reeds merkbaar veranderd te zijn. De karakteristieke Mössbauerspectra worden verkregen door de transmissie van de absorber uit te zetten als functie van de relatieve snelheid tussen bron en absorber. Het grote belang van het Mössbauereffect ligt in de mogelijkheid met zeer grote nauwkeurigheid lijnbreedten van gammastraling experimenteel te bepalen, zodat het een waardevolle methode geworden is voor het onderzoek van hyperfijnstructuur- en relaxatietijdeffecten in de vaste stof.

## De relativiteitstheorie
Het Mössbauereffect heeft ook een duidelijk experimenteel bewijs voor de juistheid van de algemene relativiteitstheorie geleverd.
Men heeft namelijk in het Pound-Rebka-experiment met het Mössbauereffect de energieverschuiving kunnen meten van een foton dat in het gravitatieveld van de aarde naar beneden valt. De waargenomen energieverschuiving bleek overeen te stemmen met die welke volgens de algemene relativiteitstheorie in het gravitatieveld van de aarde moet optreden.

## Toepassingen
Tegenwoordig wordt het Mössbauereffect voornamelijk toegepast in de Mössbauerspectroscopie om de chemische en magnetische samenstelling van materialen te onderzoeken.